# 최동수 (야구인)
최동수(崔東秀, 1971년 9월 11일 ~ )는 전 KBO 리그 LG 트윈스의 내야수, 지명타자이자, 현 KBO 리그 LG 트윈스의 육성군 타격코치이다.

## 선수 시절

### LG 트윈스시절
1994년 2차 4순위 지명을 받아 포수로 입단했으나, 이후 내야수로 전향하였다. 그러나 처음부터 주전 자리를 잡지 못했고, 데뷔 첫 해에는 1군에서 1경기에 그쳤다. 방위 복무를 마친 후에도 오랜 시간 동안 서용빈, 유지현 등의 걸출한 내야수들에 밀려서 주목받지 못하였다. 2001년 김성근 수석코치가 감독 대행으로 부임한 이후 그는 뒤늦게 중용되기 시작하였고, 2군에서 훈련하였을 때 김성근의 트레이드 마크인 지옥 훈련을 많이 소화한 결과였다. 당시 그가 훈련이 끝나고 손이 펴지지 않아 김성근이 그의 손을 펴 주었다고 할 정도였고, 김성근이 훈련을 멈추도록 했던 유일한 선수였다. 2002년 시즌 중 공익근무요원으로 입대한 서용빈의 자리를 이어받아 주전 1루수로 활동했다. 2002년에는 준 플레이오프 MVP를 수상하기도 하였다. 2007년에는 최초로 풀 타임 출장에 3할대 타율을 기록하여 최고의 한 해를 보냈다. 그러나 2010년에는 주전 경쟁에서 밀려 그리 많은 출장 기회를 얻지 못했고, 29경기에 출전해 1할대 타율에 그쳤다.

### SK 와이번스시절
2010년 시즌 좀처럼 주전 기회를 잡지 못하던 그는 그 해 7월 28일 4:3 대형 트레이드로 SK 와이번스로 이적하였다. 주전 내야수 박정권, 나주환이 부상으로 이탈하여 내야수가 필요하였던 SK 와이번스와 투수가 필요하였던 LG 트윈스의 이해 관계가 맞아 떨어져 그는 권용관, 안치용, 이재영과 함께 SK 와이번스로 이적하였고, LG 트윈스는 SK 와이번스로부터 투수 박현준, 김선규, 포수 윤요섭을 받았다. 그 때 SK와 LG는 잠실 3연전 중이어서, 트레이드된 선수들은 잠실에서 유니폼을 바꿔 입었다. 트레이드가 성사된 7월 28일 당일, 트레이드 당사자인 LG 트윈스와 SK 와이번스가 맞대결하게 되었는데 그는 같이 이적한 안치용과 함께 선발 출장하였고 권용관은 도중에 대주자로 교체되어 출전하였다. 그리고 이적한 선수 중 윤요섭이 대타로 나서는 진풍경이 펼쳐졌다. SK 와이번스 이적 첫 경기에서 그는 3점 홈런을 쳐 내는 등 4타점을 쓸어담아 맹활약하였다. 그 날 SK 와이번스는 연장전에서 권용관이 정성훈의 타구를 놓치는 실책을 범해 끝내기 안타를 허용하여 패했다. 특히 그에겐 프로에서 눈을 뜨게 해 준 김성근과의 재회여서 더 의미가 컸으며, 2차 드래프트가 있기 전 김성근이 감독직에서 경질된 것에 대해 아쉬움을 드러냈다. 하지만 2010년 한국시리즈 엔트리에는 들어가지 못했다. 그 해 시즌 후 32번을 쓰고 있었던 외야수 박윤이 보류 선수에서 빠져 신고선수로 전환되자, 자신의 번호였던 '32'번을 되찾았다. 2011년에는 박경완의 재활이 장기화되어서 10년 만에 그의 본업인 포수로 출전하기도 하였으며, 2002년 이후 9년 만에 포스트 시즌에 복귀하여 한국시리즈에도 출전했다.

### LG 트윈스복귀
2011년 한국시리즈에 출전한 후 2011년 11월 22일 2차 드래프트를 통해 친정 팀 LG 트윈스로 1년여 만에 복귀했다. 1차 드래프트인 신인 지명회의와 2차 드래프트를 통틀어 최연장자로 지명된 선수였다. 2013년 개막전 명단에 올라 시즌 개막전을 통해 2경기에 출장하였으나 무안타에 그친 후, SK 와이번스와의 2연전이 끝나고 2군으로 내려갔다. 이후에는 지도자 수업을 받았고, 사실상 현역 은퇴를 선언하였다. 2013년 10월 5일 두산 베어스전이 끝난 후 공식 은퇴식을 가졌으며, 이 경기에서 LG 트윈스가 두산 베어스를 이기고 정규 시즌 2위를 확정해, 플레이오프에 직행한 의미있는 경기가 되었다.

## 야구선수 은퇴 후
은퇴 후 베이스볼아카데미 마스터 코스 시험에 합격하여 지도자 자격을 얻었고, LG 트윈스의 잔류군 담당 타격 겸 배터리코치로 배정받았다.

## 에피소드
2009년 5월 12일 SK전에서 그는 프로 데뷔 15년 만에 투수로 첫 등판하였다. 이와 더불어 팀 동료이자 포수인 김정민은 좌익수로 출전하게 되었는데, 이 상황은 역할 분담이 철저하고 지명타자제를 채택하고 있는 KBO 리그에서는 좀처럼 보기 힘든 광경이었다. 그는 데뷔한 후 포수에서 내야수로 전향했고, 이 날 경기에 지명타자로 출장했으나 연장 12회 초에 마무리 투수 우규민이 대량 실점으로 인한 부담감을 이겨내지 못하고 모창민의 머리 위로 날아가는 빈볼성 투구를 던지고 퇴장당했다. 남아 있는 투수가 선발로 등판해야 할 심수창 외에는 없자 당시 감독이었던 김재박은 궁여지책으로 지명타자로 나선 그를 투수로 내보냈다.
마운드에 오른 그는 상대 타자 박경완을 공 2개(1구 128 km, 2구 131km로 스피드 건에 찍힘)로 플라이 아웃 처리했는데, 당시 박경완은 경기 후 "차마 제대로 칠 수가 없었다. 그냥 가만히 서 있으면 안 될 것 같아 대충 휘둘러서 아웃됐다"라고 소감을 밝혔다. 그 와중에 외야에서 그의 등판을 지켜본 이진영은 "본래는 내가 등판하려 했다. 내가 아무래도 동수 형보다는 구속이 빠르다"며 너스레를 떨기도 했지만, 그의 공에 대해 "오승환인 줄 알았다. 돌직구를 던지더라" 라며 감탄하기도 했다.

## 출신 학교
- 서울봉천초등학교
- 강남중학교
- 광영고등학교
- 중앙대학교 산업디자인학과 (1990학번)

## 통산 기록
| 연도        | 소속        | 경기          | 타수          | 안타          | 2루타         | 3루타         | 홈런          | 득점          | 타점          | 도루          | 삼진          | 볼넷          | 사구          | 병살          | 실책          | 타율          | 장타율        | 출루율        | OPS           |
| ----------- | ----------- | ------------- | ------------- | ------------- | ------------- | ------------- | ------------- | ------------- | ------------- | ------------- | ------------- | ------------- | ------------- | ------------- | ------------- | ------------- | ------------- | ------------- | ------------- |
| 1994년      | LG          | 1             | 1             | 0             | 0             | 0             | 0             | 0             | 0             | 0             | 1             | 0             | 0             | 0             | 0             | 0.000         | 0.000         | 0.000         | 0.000         |
| 1995년      | LG          | 1군 기록 없음 | 1군 기록 없음 | 1군 기록 없음 | 1군 기록 없음 | 1군 기록 없음 | 1군 기록 없음 | 1군 기록 없음 | 1군 기록 없음 | 1군 기록 없음 | 1군 기록 없음 | 1군 기록 없음 | 1군 기록 없음 | 1군 기록 없음 | 1군 기록 없음 | 1군 기록 없음 | 1군 기록 없음 | 1군 기록 없음 | 1군 기록 없음 |
| 1996년      | LG          | 51            | 85            | 17            | 5             | 0             | 2             | 9             | 6             | 0             | 30            | 6             | 0             | 3             | 0             | 0.200         | 0.329         | 0.253         | 0.582         |
| 1997년      | LG          | 54            | 112           | 25            | 5             | 2             | 7             | 14            | 21            | 0             | 25            | 10            | 5             | 3             | 1             | 0.223         | 0.491         | 0.315         | 0.806         |
| 1998년      | LG          | 21            | 57            | 9             | 1             | 0             | 0             | 6             | 5             | 0             | 12            | 2             | 0             | 2             | 3             | 0.158         | 0.175         | 0.186         | 0.362         |
| 1999년      | LG          | 17            | 23            | 5             | 2             | 0             | 0             | 2             | 4             | 0             | 8             | 2             | 0             | 1             | 0             | 0.217         | 0.304         | 0.280         | 0.584         |
| 2000년      | LG          | 29            | 43            | 11            | 1             | 1             | 2             | 5             | 7             | 0             | 13            | 3             | 0             | 0             | 2             | 0.256         | 0.465         | 0.304         | 0.769         |
| 2001년      | LG          | 94            | 147           | 43            | 9             | 0             | 6             | 17            | 31            | 1             | 22            | 19            | 3             | 3             | 1             | 0.293         | 0.476         | 0.380         | 0.856         |
| 2002년      | LG          | 106           | 268           | 65            | 13            | 0             | 4             | 28            | 31            | 3             | 59            | 26            | 0             | 6             | 1             | 0.243         | 0.336         | 0.306         | 0.642         |
| 2003년      | LG          | 91            | 212           | 55            | 11            | 0             | 2             | 12            | 26            | 1             | 39            | 24            | 0             | 6             | 3             | 0.259         | 0.340         | 0.331         | 0.670         |
| 2004년      | LG          | 123           | 381           | 98            | 22            | 0             | 15            | 49            | 57            | 1             | 51            | 23            | 2             | 15            | 6             | 0.257         | 0.433         | 0.300         | 0.733         |
| 2005년      | LG          | 77            | 210           | 67            | 17            | 0             | 6             | 20            | 36            | 1             | 29            | 17            | 0             | 3             | 4             | 0.319         | 0.486         | 0.368         | 0.854         |
| 2006년      | LG          | 54            | 100           | 19            | 2             | 0             | 1             | 5             | 13            | 0             | 21            | 7             | 1             | 5             | 3             | 0.190         | 0.240         | 0.245         | 0.485         |
| 2007년      | LG          | 125           | 431           | 132           | 23            | 0             | 12            | 49            | 58            | 1             | 52            | 48            | 5             | 16            | 9             | 0.306         | 0.443         | 0.378         | 0.821         |
| 2008년      | LG          | 110           | 381           | 101           | 15            | 0             | 14            | 32            | 62            | 0             | 62            | 31            | 9             | 16            | 4             | 0.265         | 0.415         | 0.331         | 0.746         |
| 2009년      | LG          | 108           | 338           | 100           | 16            | 1             | 13            | 43            | 65            | 1             | 58            | 34            | 4             | 20            | 1             | 0.296         | 0.465         | 0.360         | 0.825         |
| 2010년      | LG / SK     | 56            | 108           | 22            | 2             | 0             | 3             | 13            | 13            | 0             | 14            | 8             | 2             | 4             | 1             | 0.204         | 0.306         | 0.264         | 0.570         |
| 2011년      | SK          | 80            | 181           | 55            | 8             | 0             | 2             | 16            | 30            | 0             | 21            | 11            | 2             | 6             | 1             | 0.304         | 0.381         | 0.345         | 0.726         |
| 2012년      | LG          | 94            | 252           | 70            | 8             | 0             | 1             | 20            | 37            | 0             | 29            | 26            | 3             | 6             | 5             | 0.278         | 0.321         | 0.346         | 0.668         |
| 2013년      | LG          | 2             | 2             | 0             | 0             | 0             | 0             | 0             | 0             | 0             | 1             | 0             | 0             | 0             | 0             | 0.000         | 0.000         | 0.000         | 0.000         |
| 통산 : 20년 | 통산 : 20년 | 1293          | 3332          | 894           | 160           | 4             | 90            | 340           | 502           | 9             | 547           | 297           | 36            | 115           | 45            | 0.268         | 0.400         | 0.331         | 0.730         |